# Мішель Мазінгу-Дінзей
Мішель Мазінгу-Сінда-Дінзей (фр. Michél Mazingu-Sinda-Dinzey, нар. 15 жовтня 1972, Берлін), або Мішель Мазінгу-Дінзей — колишній конголезький футболіст німецького походження, який грав на позиції півзахисника. Грав за низку німецьких клубів. Викликався до лав національної збірної ДР Конго.
Після завершення кар'єри — футбольний тренер. Востаннє протягом року очолював національну збірну Антигуа і Барбуди.

## Клубна кар'єра

### Початок кар'єри
У 1994 році Дінзей почав свою професійну кар'єру в Бундеслізі, підписавши перший професійний контракт з «Штутгартом». Його дебютний матч у сезоні 1994–95, відбувся 2 серпня 1994 року проти «Мюнхен 1860». У сезоні 1995–96 він перейшов до «Санкт-Паулі», де йому пообіцяли стабільне місце в основному складі команди. Після досить вдалого виступу за гамбурзький клуб Дінзей вперше отримав виклик до національної збірної Заїру. Мішелем зацікавилася берлінська «Герта», де протягом двох наступних років він був основним гравцем, і зробив значний внесок в успіхи команди.

### Мюнхен 1860
У 1998 році він прийняв пропозицію від клубу «Мюнхен 1860», який розглядав гравця як заміну Хорсту Хельдту та заплатив за його перехід 1,3 мільйона німецьких марок.
За два роки у команді він зіграв за мюнхенців лише 15 матчів, в яких забив 1 гол. У 2000 році мюнхенська команда потрапила до кваліфікації Ліги чемпіонів УЄФА, але через розбіжності з тодішнім тренером Вернером Лораном він не був включений навіть до командної заявки на турнір.

### Ганновер 96
Згодом він перейшов до складу «Ганновера», який виступав у другій Бундеслізі. Мішель здобув постійне місце в основі, зіграв за клуб 13 повних матчів, в яких двічі вразив ворота суперника.

### Волеренга
У 2001 році він був орендований на чотири місяці командою Першого дивізіону Норвегії (другий за значущістю дивізіон країни) «Волеренга», де взяв участь у 10 з 13 можливих матчів та забив один гол.

### Айнтрахт Брауншвейг
У 2002 році він повернувся до Німеччини, підписавши контракт з брауншвейзьким «Айнтрахтом», але за підсумками сезону команда посіла 15 місце у турнірній таблиці й вилетіла до третьої, на той час, ліги. Незважаючи на пониження у класі, він залишився в Брауншвейзі на сезон 2003–04, який став найуспішнішим в його кар'єрі з точки зору статистики — 13 голів та перемога у Кубку Нижньої Саксонії.

### Санкт-Паулі
У 2004 році він повернувся до «Санкт-Паулі», який також виступав у Північній регіоналлізі, зіграв 88 матчів та забив 24 голи протягом трьох сезонів. За цей час разом з командою двічі ставав володарем Кубку Гамбурга. У 2006 році команда дійшла до півфіналу національного кубку, але програла мюнхенській «Баварії», яка потім й виграла трофей.

### Гольштайн Кіль
У 2007 році «Санкт-Паулі» підвищився до Другої Бундесліги й з Дінзеєм вирішили не продовжувати контракт. У підсумку він опинився в клубі з Північної Оберліги «Гольштайн Кіль». Мішель зіграв за нього десять матчів і забив один гол, перш ніж остаточно завершити кар'єру гравця.

## Міжнародна кар'єра
Дінзей дебютував у національній збірній Заїру 19 січня 1996 року на Кубку африканських націй 1996 у матчі проти Габону. Разом з командою дійшов до чвертьфіналу, в якому вони поступилися Гані з рахунком 1-0.
Разом з командою брав участь на Кубку африканських націй 2000 року. Збірна ДР Конго не змогла вийти з групи, зігравши внічию з Алжиром і Габоном, але програла Південній Африці з рахунком 1-0. У підсумку до чвертьфіналу кваліфікувалися Алжир та ПАР.
Його третім й останнім турніром у складі збірної став Кубок африканських націй 2004 в Тунісі. Команда програла Гвінеї (2–1), Тунісу (3–0) і Руанді(1–0) й припинила участь у турнірі.
Загалом Дінзей провів 33 міжнародні матчі за національну збірну, забивши 3 голи.

### Статистика забитих голів за збірну
| № | Дата           | Суперник | Місце                   | Рахунок | Турнір                           |
| - | -------------- | -------- | ----------------------- | ------- | -------------------------------- |
| 1 | 24 квітня 2000 | Джибуті  | Стад де Мартір, Кіншаса | 9-1     | Кваліфікаційний раунд до ЧС-2002 |
| 2 | 14 січня 2001  | Гана     | Стад де Мартір, Кіншаса | 1-0     | Кубок африканських націй 2002    |
| 3 | 14 січня 2004  | Єгипет   | Порт-Саїд, Порт-Саїд    | 2-2     | Товариський матч                 |

## Тренерська кар'єра
Після завершення кар'єри гравця Дінзей почав працювати в Німецькому футбольному союзі в жовтні 2008 року.
З 1 березня по 31 грудня 2009 року був помічником тренера в команді першого дивізіону ДР Конго «Сент-Елуа Лупопо» з міста Лубумбаші. За цей час клуб став чемпіоном країни у 2009 році та кваліфікувався до Ліги чемпіонів КАФ.
Після повернення в Європу Мішель працював консультантом і скаутом у клубі турецької Суперліги «Діярбакирспор».
У жовтні 2011 року Дінзей очолив нижчоліговий німецький «Апенсен» (Штаде).
У жовтні 2013 року він став тренером нижчолігового клубу з Косова під назвою «Клуб Косова Гамбург». Покинув клуб наприкінці сезону 2013–14.
У грудні 2014 року він почав працювати скаутом в «Гоффенгаймі».
На початку березня 2019 року Мазінгу-Дінзей очолив національну збірну Антигуа і Барбуди. Рік потому, 29 березня 2020 року Мішель оголосив про свою відставку.

## Досягнення
- Володар Кубку Нижньої Саксонії (1): 2003-04
- Володар Кубку Гамбурга (2): 2004-05, 2005-06

## Американський футбол
У 2011 році Дінзі грав на позиції кікера за команду з американського футболу «Санкт-Паулі Буканьєрс», яка змагалася на третьому рівні регіональної ліги.

## Телевізійна кар'єра
З липня 2013 року Дінзей працював у якості телевізійного експерта на німецькому телеканалі Sport1 і до 1 січня 2015 року працював онлайн-коментатором в блозі каналу в Твіттері.

## Особисте життя
Дінзей брав участь у різних соціальних проектах, зокрема спрямованих на боротьбу з наркотичною та алкозалежністю серед дітей та підлітків. Він також є членом «Global United FC» — соціального футбольного проєкту, який бореться, зокрема, проти глобального потепління, бідності та низки інших проблем, особливо в країнах Африки та Азії.
Дінзей одружений і має двох дітей. Один з його синів, Жан-Філіпп Вагнер, теж займається футболом, проте в основному грає за клуби з 5-6 німецького дивізіону.